# Єпархія Гіюліополіса
40°04′00″ пн. ш. 31°40′00″ сх. д. / 40.066666666667° пн. ш. 31.666666666667° сх. д.Єпархія Гіюліополіса (лат. Dioecesis Iuliopolitana) — закрита кафедра Константинопольського патріархату та титулярна кафедра католицької церкви.

## Історія
Гіюліополь, ідентифікований з руїнами поблизу Налліхана в однойменному районі в Туреччині, є стародавнім єпископським престолом римської провінції Галатія Прима в цивільній єпархії Понт. Вона входила до Константинопольського патріархату і була суфраганом Анкірської архієпископії.
У другій половині ІХ століття місто отримало назву Василіон (Βασιλαίον, Basiliopoli), на честь імператора Василія I Македонського (867-886). Ця зміна задокументована Notitiae Episcopatuum Константинопольського патріархату, яка свідчить про нову назву, починаючи з Notitia, датованої початком Х століття; з такою назвою єпархія задокументована до початку XV ст. У XI столітті Василіополь було зведено до рангу митрополії.
Є кілька єпископів, відомих цим стародавнім єпископським престолом. Філадельфій брав участь в Анкірському соборі в 314 році і в першому Вселенському соборі, що відбувся в Нікеї в 325 році. Філетій підписав лист єпископів-дисидентів, присутніх на соборі Сардіка (343/344). Меліфтонг брав участь у двох соборах: на тому, що відзначався в Константинополі в 448 році, де Євтих був засуджений як єретик, і на Халкедонському в 451 році. Прокл у 458 році підписав лист єпископів Галатії Прими до імператора Лева після смерті Протерія Александрійського. Панталій взяв участь у синоді, який зібрав у Константинополі патріарх Менна, щоб засудити Антимія. Мартирій прибув на третій Константинопольський собор 680 року. Іоанн був присутній на соборі, скликаному в Трулло в 692 році. Костянтин був присутній на другому Нікейському соборі 787 року.
Зміна назви єпископського міста засвідчена під час Константинопольських соборів 869-870 і 879-880 років, на яких розглядалося питання патріарха Фотія і на яких були присутні єпископи Ігнатій і Лев. Сфрагістика повернула імена трьох прелатів Василінополіса: Косми, Іоана та Феофіла; і анонімний, єдиний відомий з титулом митрополита.
З XVIII століття Гіюліополіс вважався одним з титульних єпископських осідків католицької церкви; місце було вакантним з 16 липня 1981 року.

## Хронотаксис

### Грецькі єпископи
- Філадельфій † (до 314 р. - після 325 р.)
- Філетій † (згадується в 343/344 рр. )
- Меліфтонг † (до 448 - після 451 )
- Прокл † (згадується в 458 р.)
- Панталій † (згадується в 536 р.)
- Мартирій † (згадується 680 р.)
- Іоан † (згадується в 692 р.)
- Костянтин † (згадується 787 р.)
- Ігнатій † (згадується в 869-870 рр .)
- Лев † (згадується в 879-880 рр .)
- Косма † ( 10 ст .)
- Іован † ( 10-11 ст .)
- Анонім † ( 11 ст .)
- Феофіл † ( 11-12 ст .)

### Титулярні єпископи
- Міхал Ян Зенкович † (27 червня 1718 — 2 жовтня 1730 призначений єпископом Вільні)
- Юзеф Міхал Трщинський † (помер 21 липня 1732 — 3 січня 1738)
- Жан де Лольєр-Пюйконта, М.Е.Р. † (помер 28 серпня 1738 — 8 грудня 1755)
- Ференц Корніс де Гонч-Руська † (помер 12 червня 1769 — 12 лютого 1790)
- Джозеф Норберт Провенчер † (1 лютого 1820 — 4 червня 1847 призначений єпископом Сен-Боніфація)
- Антуан-Маглуар Думер, SS.CC † (помер 9 травня 1848 — 24 грудня 1878
- Сильвестр Сембратович † (28 лютого 1879 - 27 березня 1885 призначений архідепарком Львова)
- Ґеорг Вінсент Кінг, домініканець † (помер 11 вересня 1885 - 25 лютого 1886)
- Андреа Логорецці † (7 січня 1887 - 15 червня 1888 призначений архієпископом Скоп'є)
- Антон Губерт Фішер † (14 лютого 1889 - 14 лютого 1903 затверджений архієпископом Кельна)
- Бонавентура Фінбарр Френсіс Бродерік † (7 вересня 1903 - 18 листопада 1943 помер)
- Рене-Жозеф П'єрар † (29 грудня 1945 — 9 січня 1948 змінив єпископа Шалона)
- Іоан Марія Дума, OFMConv. † (16 листопада 1948 - 16 липня 1981 помер)

## Зовнішні посилання
- (англ.) La sede titolare nel sito di www.catholic-hierarchy.org
- (англ.) La sede titolare nel sito di www.gcatholic.org